# En natt på värdshuset
En natt på värdshuset (engelska: The Great Garrick) är en amerikansk historisk komedifilm från 1937 i regi av James Whale. Filmen är baserad på Ernest Vajdas pjäs Ladies and Gentlemen från 1937. I huvudrollerna ses Brian Aherne, Olivia de Havilland och Edward Everett Horton.

## Rollista i urval
- Brian Aherne – David Garrick
- Olivia de Havilland – Germaine
- Edward Everett Horton – Tubby
- Melville Cooper – M. Picard
- Lionel Atwill – Beaumarchais
- Luis Alberni – Basset
- Lana Turner – Auber
- Marie Wilson – Nicolle
- Linda Perry – Molee
- Fritz Leiber – Horatio
- Etienne Girardot – Jean Cabot
- Dorothy Tree – Mme. Moreau
- Craig Reynolds – M. Janin
- Paul Everton – värdshusvärd
- Trevor Bardette – M. Noverre
- Milton Owen – Thierre
- Albert Dekker – LeBrun
- Chester Clute – M. Moreau